# Indasclera pacholatkoi
Indasclera pacholatkoi is een keversoort uit de familie schijnboktorren (Oedemeridae). De wetenschappelijke naam van de soort is voor het eerst geldig gepubliceerd in 1997 door Švihla.